# Barting Over
«Barting Over» (с англ. — «Барт начинает сначала») — одиннадцатый эпизод четырнадцатого сезона мультсериала «Симпсоны». Впервые вышел в эфир 16 февраля 2003 года.

## Сюжет
Симпсоны устраивают генеральную уборку. Разбирая старые кассеты, Барт решает пересмотреть их. Одна из них называется «Драма Барта» (англ. «Bart sad»). На ней, однако, записана реклама, в которой снимался Барт, когда ему было всего два года, а название кассеты — «Реклама Барта» (англ. «Bart's ad»). В ней малыш играет Мальчика-Вонючку, персонажа рекламы пластыря-освежителя дыхания. Поскольку Барт снимался в рекламе, то должен быть и гонорар. Вот только где он? Как оказалось, Гомер уже давно потратил все деньги Барта на себя. Мальчик настолько разозлён, что даже начал душить Гомера его же собственным ремнём. Но Гомер открыто заявляет, что в любом случае он остаётся отцом Барта, поэтому мальчик будет находиться под властью Гомера до 18 лет.
Возмущённый Барт советуется с Милхаусом, как бы проучить наглого отца. Друг подаёт Барту идею — пойти к адвокату. Барт понимает это по-своему и обращается к Синеволосому Адвокату, чтобы добиться эмансипации от своей семьи.
Вскоре Гомер получает повестку в суд. На суде Гомер ведёт себя как обычно и этим он только ухудшает ситуацию: хотя раньше несовершеннолетних детей никогда не эмансипировали, в этом случае Судья Харм решает сделать исключение и эмансипирует Барта. Теперь мальчик может съехать от родителей, а Гомер будет обязан выплачивать сыну половину своей зарплаты. Мардж пытается отговорить сына от отъезда, но Барт убеждает её в том, что уезжает не по вине матери, Лизы или Мэгги, а только из-за непутёвого отца. Гомер делает вид, будто ему плевать на отъезд сына, но только такси с Бартом уехало вдаль, отец выбегает на дорогу и горько плачет об утраченном сыне…
Тем временем Барт приезжает в апартаменты «Абсолютный Красти» и наслаждается своей новой свободной жизнью. Но вскоре ему всё надоедает, к тому же от одиночества ему становится страшно. Увидев крысу на полу, мальчик в ужасе бежит к лифту, чтобы сбежать домой, но по ошибке он приезжает на верхний этаж. Он застаёт там крутую вечеринку скейтеров во главе с Тони Хоуком и группой «Blink-182». Барт сразу передумывает сбегать и тут же заводит дружбу с Тони, а тем временем за ними по Интернет-каналу наблюдает грустный Гомер…
Мардж решает вернуть Барта в семью. Однако Барт вместе с Тони Хоуком уезжает на полгода в экстремальное турне. Симпсоны едут вместе с Бартом. На соревновании Гомер просит Тони Хоука подыграть ему, дабы Барт смог увидеть, какой у него крутой отец, и вновь полюбил Гомера. Тони даёт Гомеру специальную доску, которая автоматически выполняет все трюки самостоятельно. Когда Гомер выходит на трек и бросает вызов самому Тони Хоуку. Благодаря супер-доске Гомер впечатляет публику и одновременно унижает Хоука, поэтому обиженный скейтбордист, не желающий терять своих фанатов, устраивает Гомеру экстремальную дуэль. Её он проигрывает, а довольный Гомер теперь думает, что Барт уж точно вернётся к отцу. Однако мальчик отказывается. Хотя Гомер и стал самым крутым на фестивале, это не означает, что он вернул Барту самого важного: отцовской заботы. Гомер понимает, что ради сына нужно сделать то, чем когда-то глава семейства унизил Барта, а именно: сняться в рекламе и все деньги отдать сыну. Появляется Линдси Нигал, которая предлагает Гомеру сняться в рекламе нового препарата от облысения и импотенции «ВиаграШерсть». Гомер соглашается.
В конце концов, Гомер снялся в унизительной рекламе средства для роста волос и потенции (побочными эффектами которого являются потеря скальпа и пениса). Увидев рекламу, Гомер начинает побаиваться, что из-за этой рекламы его засмеют, но Барт убеждает отца, что через 50 лет про неё никто уже не вспомнит… Спустя 50 лет уже постаревший Нельсон приходит на могилу Гомера Симпсона, «представителя импотенции» и по-прежнему смеётся над ним.

## Интересные факты
- Хотя эта серия и является 302-й по хронологическому порядку, она позиционируется как юбилейный 300-й эпизод: в ней присутствует надпись «300-й эпизод», а также есть нестандартная сцена с Бартом (разрушение классной доски). По порядку юбилейным эпизодом является «Strong Arms of The Ma». Также в самой серии, когда Гомер бросает вызов Хоуку, на это обращают внимание Мардж и Лиза: когда Лиза смотрит на счётчик, чтобы проверить, сколько раз Гомер вытворял подобные фокусы на публике, то видит, что счётчик показывает число «300». Удивлённая Мардж говорит Лизе, что думала — их было 302, на что девочка в ответ лишь шикает, мол так надо, это большая тайна.

## Культурные отсылки
- В сцене, где Гомер говорит, что потратил все деньги Барта на выкуп компромата, он демонстрирует фотографии, на которых Гомер, стоя на балконе, роняет Барта. Это отсылка к скандалу с Майклом Джексоном, который в 2002 году так же, стоя на балконе, демонстрировал своего сына публике, держа его при этом за перилами и всего лишь одной рукой.